# Jesus Children of America
Jesus Children of America è un cortometraggio del 2005 diretto da Spike Lee.
È uno degli episodi del film collettivo All the Invisible Children, diretto da vari registi nel 2005, realizzato per conto dell'Unicef.
Il cortometraggio è stato scritto dalla sorella e dal fratello di Spike Lee, Joie e Cinqué. Le riprese sono durate quattro giorni, alla Brooklyn Tech School.
Il titolo è un omaggio a una canzone di Stevie Wonder.

## Trama
Una madre tossicodipendente (Rosie Perez) lotta per la figlia, anch'essa sieropotitiva dalla nascita. Tra sensi di colpa la madre cerca di salvarla, mentre la ragazza cerca di inserirsi in una società ancora a disagio con le persone ammalate di AIDS.

## Critiche
Variety ha scritto: «Lee descrive realisticamente l'ambiente suburbano, e Rosie Perez è struggente nel ruolo di imperfetta madre premurosa».